# Sumisu-jima
Sumisu-jima (jap. 須美寿島, auch: Sumisu-tō), im Englischen auch als Smith Island oder Smith Rock bezeichnet, ist eine kleine, unbewohnte Felsinsel vulkanischen Ursprungs im Pazifischen Ozean. Sie ist die dritt-südlichste Insel der japanischen Izu-Inseln.

## Verwaltung
Wie die gesamte Inselkette der Izu-Inseln gehört Sumisu-jima administrativ zur Präfektur Tokio. Sie sind Teil der Subpräfektur Hachijō, die von Hachijō-jima aus verwaltet wird. Sie gehören jedoch, ebenso wie die drei Izu-Inseln Bayonnaise Rocks, Torishima und Sōfugan zu keiner Gemeinde und sind damit de facto gemeindefreies Gebiet. Sie werden von den Gemeinden Aogashima und Hachijō beansprucht.

## Geographie
Sumisu-jima liegt etwa 520 km südlich von Tokio sowie 110 km nördlich der benachbarten Insel Torishima. Der langgestreckte, nahezu senkrecht aus dem Ozean ragende Felsen weist eine Fläche von 0,02 km² auf und erreicht eine Höhe von 136 m über dem Meeresspiegel.
Die Insel stellt den über der Meeresoberfläche liegenden südlichen Rand einer untermeerischen Caldera mit einem Durchmesser von acht bis neun Kilometer dar. Der letzte Ausbruch ereignete sich im Jahr 1916. Seit den 1970er Jahren wurden häufig Verfärbungen des Wassers in der Nähe von Sumisu-jima beobachtet.